# Helicia pyrrhobotrya
Helicia pyrrhobotrya là một loài thực vật có hoa trong họ Quắn hoa. Loài này được Kurz miêu tả khoa học đầu tiên năm 1873.